# Roodborststekelstaart
De roodborststekelstaart (Synallaxis erythrothorax) is een zangvogel uit de familie Furnariidae (ovenvogels).

## Verspreiding en leefgebied

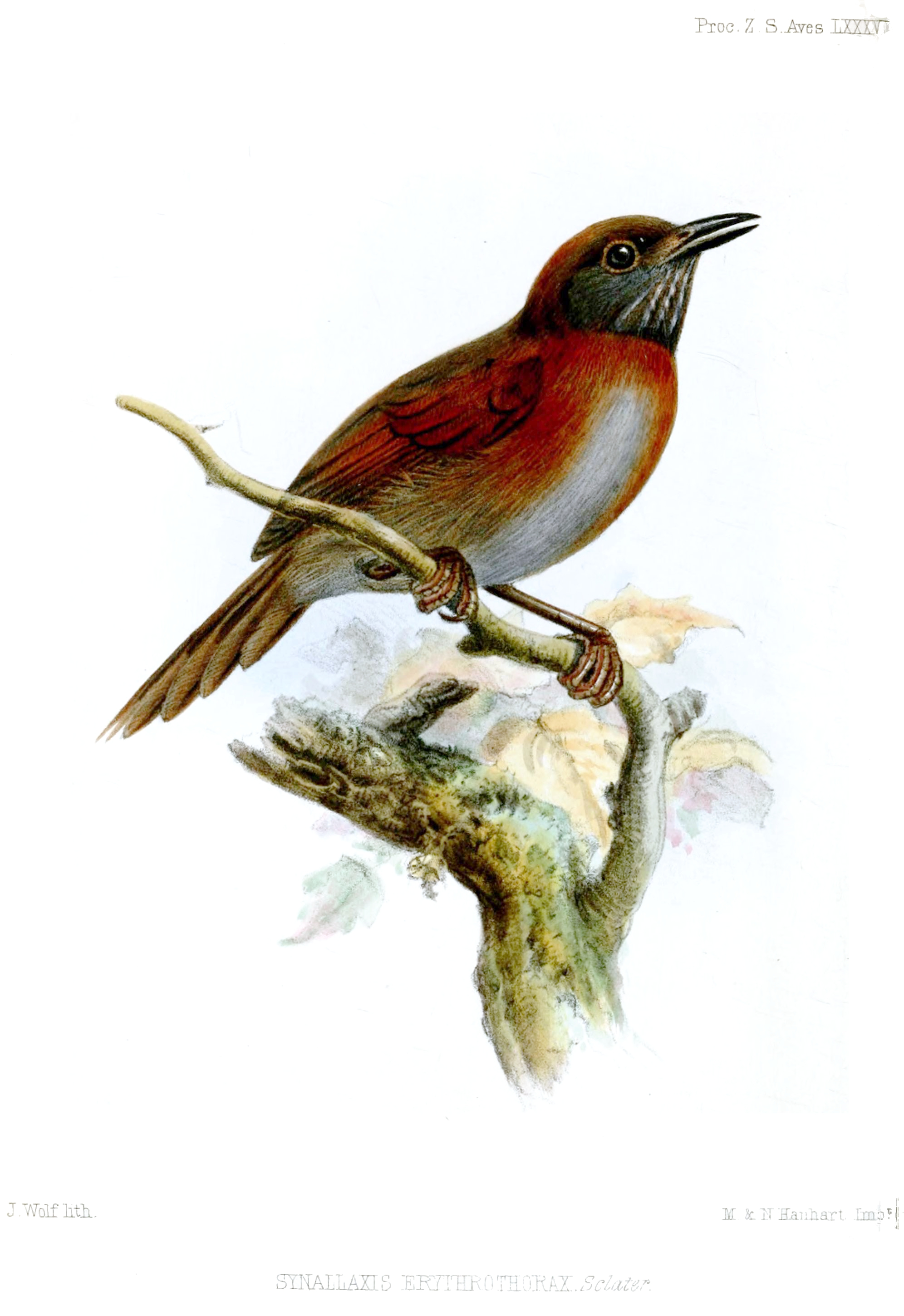

Deze soort komt voor in centraal Midden-Amerika en telt drie ondersoorten:
- S. e. furtiva: zuidoostelijk Mexico.
- S. e. erythrothorax: van Yucatán (zuidoostelijk Mexico) tot noordwestelijk Honduras.
- S. e. pacifica: zuidwestelijk Mexico tot El Salvador.

## Status
De grootte van de populatie is in 2019 geschat op 50.000-500.000 volwassen vogels. Op de Rode lijst van de IUCN heeft deze soort de status niet bedreigd.